# 平鲁城
39°45′26″N 112°10′42″E / 39.75722°N 112.17833°E
平鲁城是明代嘉靖至1951年间平虏卫（后改为平鲁县）的治所，位于中华人民共和国山西省朔州市平鲁区凤凰城镇凤凰城村。平鲁城也称凤凰城或凤凰古城、旧平鲁。
传说筑城选定城址时，一只凤凰落在附近的北古山（也作北固山）上，筑城者视为吉兆，遂城于此，因以得名凤凰城。另说是由于平鲁城的布局如凤凰展翅而得名。由于1951年县治移至井坪镇，这里也被称为旧平鲁。据《宣大山西三镇图说》的记载，平鲁城于明代成化十七年（公元1481年）筑土城，嘉靖年间平虏卫由大同府城移治于此（史籍记载“徙治老军营”） ，万历二年（公元1574年）加包城砖。城周长三公里余。明时，平鲁城内驻军千余，马骡百头。平鲁城地理位置重要，是明王朝重要的军事和商贸重镇。平鲁城现存城墙、城门、瓮城和部分古建。2011年3月21日，平鲁城列入第一批朔州市文物保护单位。当地政府为开发旅游，开展了邻街老房仿古改造、景点修复与重建工程。